# Đồng Hới
Đồng Hới város Vietnámban, Quảng Bình tartomány székhelye. Az ország középső-északi részén, a Dél-kínai-tenger partján fekszik. Hanoitól mintegy 500 km-re délre, Đà Nẵngtól 260 km‑re, Ho Si Minh-várostól 1200 km-re északra fekszik. Repülőtere a Dong Hoi repülőtér. Ez a legközelebbi város a tőle 50 km‑re északra található Phong Nha – Kẻ Bàng Nemzeti Parktól, amely az UNESCO Világörökség része.

## Fordítás
- Ez a szócikk részben vagy egészben a Đồng Hới című angol Wikipédia-szócikk ezen változatának fordításán alapul.  Az eredeti cikk szerkesztőit annak laptörténete sorolja fel. Ez a jelzés csupán a megfogalmazás eredetét és a szerzői jogokat jelzi, nem szolgál a cikkben szereplő információk forrásmegjelöléseként.